# Johann Ember

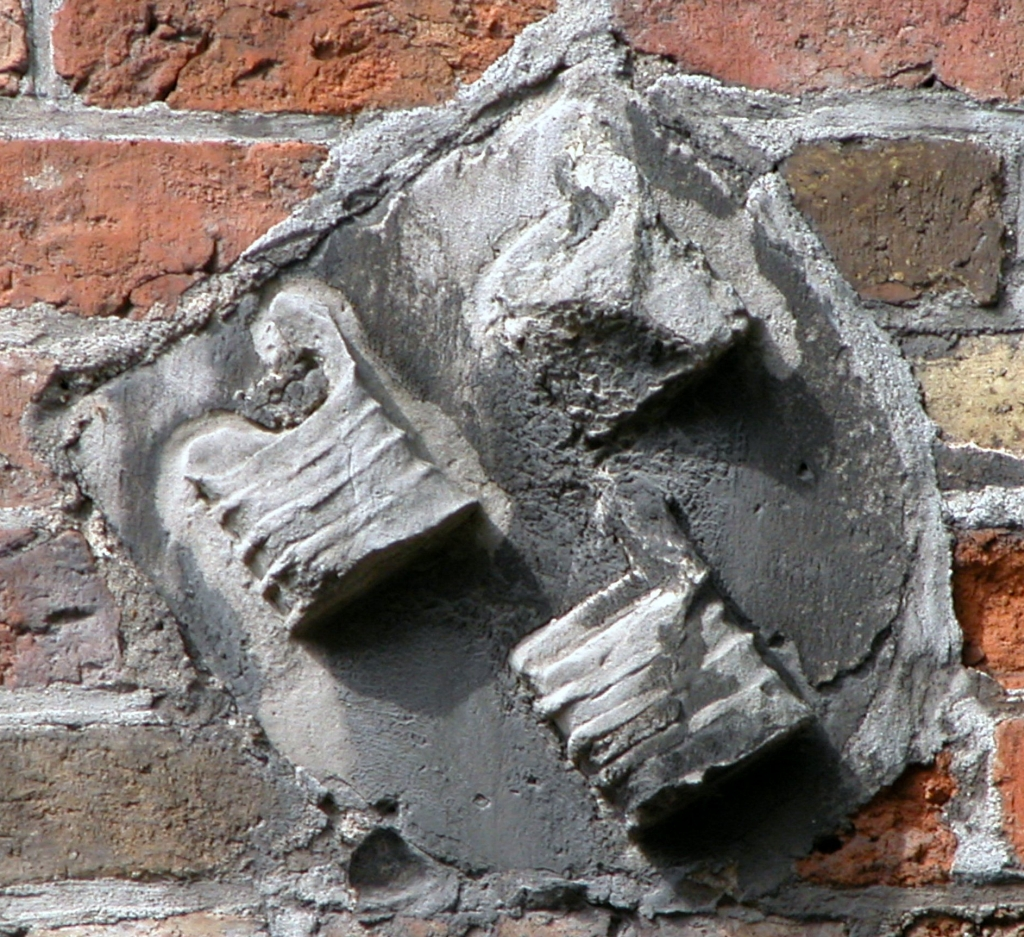
Vermutliches Wappen Johann Embers an der Südfront der Liberei („Ember“ bedeutet Zuber oder Eimer).

Johann Ember (* um 1365 vermutlich in Hannover; † vermutlich 26. Juli 1423 wahrscheinlich in Magdeburg), auch Johannes Embern oder Johannes von Embern genannt, war ein deutscher Kleriker, Büchersammler und Bibliotheksgründer in Braunschweig.

## Frühe Jahre
Über Embers frühe Jahre ist wenig bekannt. 1382 soll er als „Johann Emmere“ an der Universität Prag zur baccalaureus-artium-Prüfung zugelassen worden sein, anschließend dürfte er Kirchenrecht studiert haben. Der Grad eines Doktors der Theologie ist allerdings erst nach seinem Tode bezeugt. 1392 besaß er Pfründen in Magdeburg, darüber hinaus war er Kanoniker des Stiftes St. Nikolai auf dem Neumarkt, wo Ember seit 1396 Dekanat und Schatzamt innehatte. Des Weiteren hatte er eine Vikarie am Magdeburger Dom inne. Ab etwa 1398 gehörte er zur Umgebung von Rudolf II. von Anhalt, Domherr zu Magdeburg und ab 1401 Bischof von Halberstadt, den Ember wahrscheinlich in Prag kennengelernt hatte, als beide dort studierten. 1399 wird er in einer Urkunde erwähnt, da er nunmehr das Vikariat am St. Peters- und Pauls-Altar in der hannoverschen St. Georgs- und St. Jakobskirche innehatte. Dies, wie auch die Tatsache, dass er bereits 1392 als „clericus Mindensis“ bezeichnet wurde, lässt somit vermuten, dass Ember entweder aus Hannover stammte oder aber zumindest (wie sein direkter Nachfolger Ludolf Quirre [† 1463]) aus der Diözese Minden.

## Kleriker in Braunschweig

### Pfarrer an St. Andreas

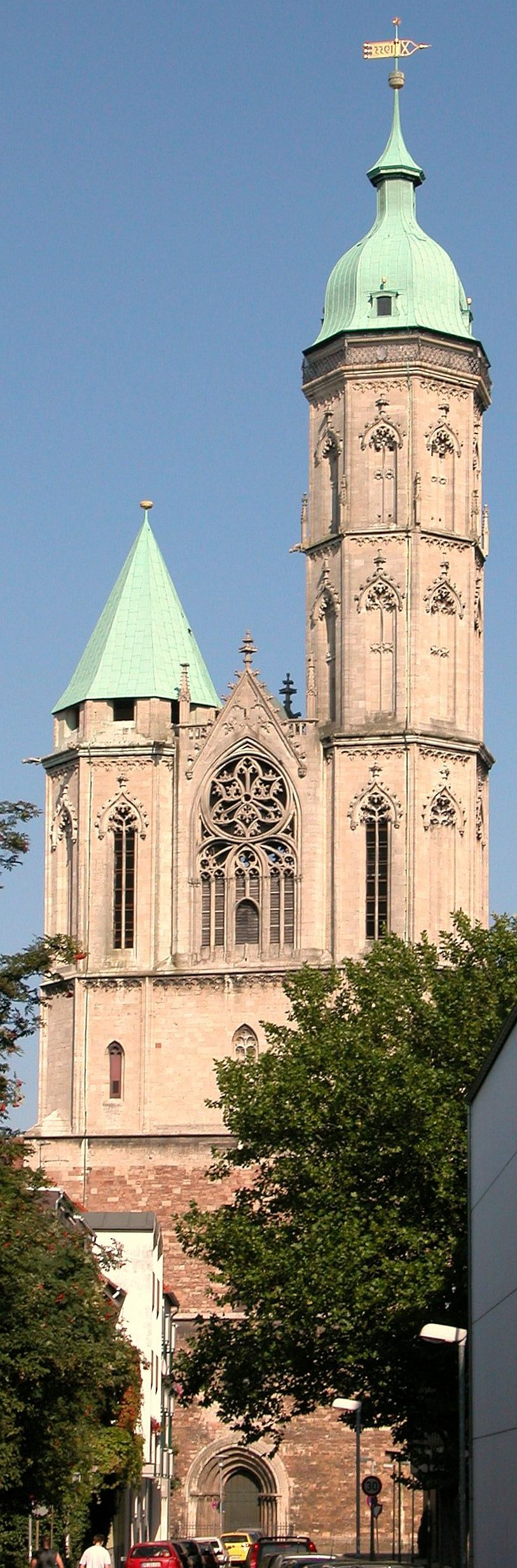
Die Andreaskirche

1399 ist Ember erstmals in Braunschweig als Pfarrer der Andreaskirche, der Pfarrkirche des Weichbildes Neustadt, nachweisbar. Er war dort Nachfolger Ludolfs von Steinfurt. Diese Position erhielt er unter Umständen von Herzog Friedrich von Braunschweig-Göttingen als Dank dafür, dass er sich im Hildesheimer Propsteistreit auf Seiten Rudolf von Anhalts engagiert hatte, wofür beide 1398/99 exkommuniziert wurden und Ember seine Pfründe in Magdeburg einbüßte. Als Vikar des Stiftes St. Blasius hielt er sich in dessen Auftrag zwischen 1403 und 1405 oft an der Kurie in Rom auf.

### Büchersammler und Bibliothekstifter
Da die Pfarrkirche über einen für die damalige Zeit großen Bücherbestand verfügte – die vorhandene Pfarrbibliothek ging auf Magister Jordanus († 1309) zurück und war bereits von Embers Amtsvorgänger Ludolf von Steinfurt erweitert worden –, beabsichtigte Ember um das Jahr 1412, den Bibliotheksbestand um seine eigenen Handschriften zu erweitern, die er auf Reisen nach Italien und einige Jahre später zum Konstanzer Konzil erworben hatte. Es handelte sich dabei hauptsächlich um Manuskripte theologischen und juristischen Inhalts.

#### Bibliotheksstiftung
Siehe Hauptartikel: Liberei
Sich dieses großen und gleichzeitig bedeutenden Buchbestandes bewusst, stiftete Johann Ember seiner Pfarre im Jahre 1412 per Vertrag ein eigenes Gebäude zur Aufnahme der Bibliothek.
Ein erhalten gebliebener Entwurf des Stiftungsvertrages besagt:

„De anno domini M CCCC XII / Ek her Johann Ember, regerer der parrkerken sante Andreas to Brunswyk, / hebbe to ghetekent und gegheven myner vorscreven kerken to brukinge des perners / und syner cappelane ychteswelke boke to blivende in eynem / huse, dat me noch buwen schal to ewyghen tyden …“

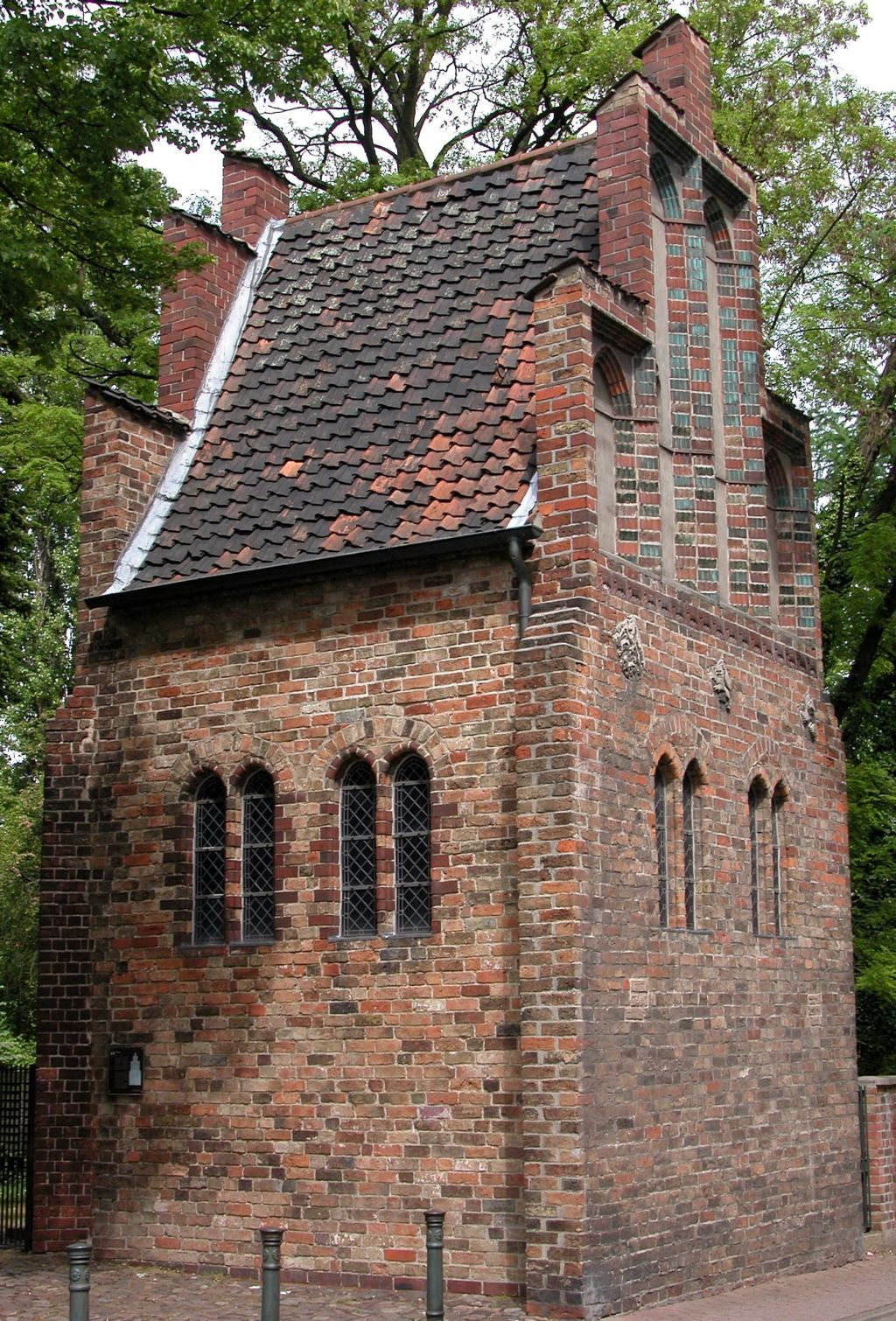
Die Liberei

Der Stiftungsvertrag bestimmt des Weiteren, wie die Bücher aufzubewahren und gegen unbefugten Gebrauch zu sichern seien (nämlich durch Anketten an Pulte) und dass die Schlüssel zum Lösen der Ketten sowohl vom Neustadt-Rat als von den Ältesten der Andreaskirche zu verwahren seien. Der Schlüssel zur Bibliothek selbst befand sich jedoch im persönlichen Besitz des Pfarrers von St. Andreas. Es war Embers Absicht, die Bücher der Andreasgemeinde neben der Geistlichkeit der Stadt Braunschweig auch explizit „allen sonstigen ehrwürdigen Personen“ zugänglich zu machen. Die Liberei gilt somit als erste öffentliche Bibliothek nördlich der Alpen. Schließlich setzte er noch fest, dass jeder neue Pfarrer, der gleichzeitig auch Verwalter der Liberei war, vor Antritt seines neuen Amtes eine genügend hohe Bürgschaft zur Sicherung des Bibliotheksbestandes zu leisten habe.
Am 25. September 1412 wurde schließlich ein Vertrag zwischen Ember und den Kirchenältesten auf der einen und dem Baumeister „Heinrich, Meister Werners Sohn“ aus Lüneburg auf der anderen Seite geschlossen. Detailliert wird darin aufgeführt, wie das Gebäude auszusehen habe und aus welchem Material es zu erstellen sei. Als Fertigstellungstermin wurde „nächste Pfingsten“ (also Pfingsten 1413) vereinbart. Dass es sich bei der Stiftung um eine „Sühneleistung“ seitens Embers handeln soll, kann durch die überlieferten Akten nicht gestützt werden.
Es kann davon ausgegangen werden, dass mit den Bauarbeiten an dem kleinen Backsteinbau nur wenige Meter südlich von St. Andreas umgehend begonnen wurde. Um Pfingsten 1413 soll das kleine Gebäude bereits im Rohbau fertiggestellt gewesen sein, nur das Dach und sonstige Zimmerarbeiten, von denen im Vertrag nichts stand, waren noch nicht ausgeführt. Jedoch erst Mitte 1422, zehn Jahre nach Baubeginn, wurde das Dach gedeckt und die Inneneinrichtung eingebracht. Der Grund für diese erhebliche Verzögerung in der Fertigstellung der Liberei war der sogenannte „Braunschweiger Pfaffenkrieg“.

### Braunschweiger Pfaffenkrieg
Siehe Hauptartikel: Braunschweiger Pfaffenkrieg
Im „Braunschweiger Pfaffenkrieg“ (1413–1420), einer nicht-kriegerischen, jedoch schwerwiegenden politischen Auseinandersetzung zwischen dem „Gemeinen Rat“ der Stadt und dem Blasiusstift, in dem es um die Besetzung der frei gewordenen Pfarrstelle an St. Ulrici ging, stellte sich Ember offen gegen den Rat und vertrat die Interessen der Stifte St. Blasius, St. Cyriakus und des St. Aegidienklosters, was ihm sehr schnell erhebliche Anfeindungen einbrachte, da er als wichtigster Vertreter der drei Stifte bei Gegenpapst Johannes XXIII. galt und die Gegner des Stiftes den Streit zum Anlass nahmen, alte Rechnungen zu begleichen. Ein Archidiakon des Erzbistums Mainz, zu dessen Sprengel das Bistum Hildesheim gehörte, sprach schließlich öffentlich und namens des Papstes den Bann über das Stiftskapitel, den Dechanten von St. Cyriakus und Johann Ember aus. Aufgrund dieser rapiden Zuspitzung des Konfliktes war Ember zusammen mit dem Dekan des Stiftes sowie dem Pfarrer der Martinikirche noch 1413 gezwungen, aus der Stadt zu fliehen. In der Folge waren einige Kirchen der Stadt verwaist und in ihnen wurden keine Gottesdienste mehr abgehalten.

#### Konstanzer Konzil
Nach seiner Flucht aus der Stadt und noch während des andauernden „Pfaffenkrieges“ wurde Ember von den Welfen-Herzögen Otto von Göttingen und Bernhard I. von Braunschweig-Lüneburg zu deren Gesandten ernannt und nahm in dieser Funktion zwischen Herbst 1414 und 1418 am Konzil von Konstanz teil, wo er die Interessen der Braunschweiger Stifte sowie der Herzöge vertrat. Wahrscheinlich als Belohnung für seine Arbeit auf dem Konzil wurde Ember 1418 vom Braunschweiger Domkapitel in die Stiftsherren-Bruderschaft aufgenommen. Im selben Jahr erhielt er von König Sigismund die Propstei des Reichsstiftes St. Simon und Judas in Goslar. Es existieren allerdings keine Unterlagen darüber, dass Ember jemals in Goslar residiert hat.

#### Braunschweiger Schulstreit
Vom „Pfaffenkrieg“ spaltete sich der Braunschweiger Schulstreit ab. Auslöser war der Wunsch des Gemeinen Rates, städtische – nicht kirchliche – Lateinschulen zu gründen. Auch hier vertrat Ember die Seite des Blasiusstiftes, das sein Schulmonopol bedroht sah. Hauptgegner in diesem Streit war der Vertreter der Stadt Braunschweig Heinrich Herbodi, der wie Ember Vikar des Blasiusstiftes war.
Nach langem Streit einigten sich die Parteien schließlich auf die Gründung zweier Schulen, des Martineums und des Katharineums, die nach ihrer Vereinigung 1866 noch heute als Gymnasium Martino-Katharineum bestehen. Die Schulgründungen wurden 1415 durch Gegenpapst Johannes XXIII. genehmigt und 1419 durch Papst Martin V. bestätigt. Damit hatte sich der Gemeine Rat weitestgehend mit seinen Forderungen durchgesetzt.

#### Ende des Pfaffenkrieges
Die als „Pfaffenkrieg“ bezeichneten Streitigkeiten wurden schließlich am 24. Februar 1420 durch einen Schiedsspruch Herzog Bernhards beendet. Ember scheint aber nicht sofort, sondern erst um 1422 – nur ein Jahr vor seinem Tode – wieder in die Stadt und an seine alte Pfarrstelle an St. Andreas zurückgekehrt zu sein. In einer Urkunde vom 25. April 1422 ist er ein letztes Mal nachgewiesen und übergab im selben Jahr das Amt an seinen Nachfolger Ludolf Quirre.

## Tod und Vermächtnis
Johann Ember hielt sich im Frühsommer 1423 nachweislich in Magdeburg auf und dürfte dort im Laufe des Juli verstorben sein; bestattet wurde er jedoch auf dem Friedhof der Andreaskirche in Braunschweig. Er hatte Quirre zu seinem Testamentsvollstrecker und zum Sachwalter über die Liberei bestimmt. Bereits früh hatte Ember mehrere, z. T. sehr detaillierte, Verzeichnisse über seinen eigenen Handschriftenbestand und den seiner Amtsvorgänger erstellt. Aus den Stiftungsunterlagen geht hervor, dass keines der Bücher ausgeliehen werden durfte (die einzige Ausnahme war der Stifter selbst). Der bereits vom Gründer der Bibliothek Magister Jordanus mit dessen Tod 1309 eingeführte Brauch, die Übernahme des aufgelisteten Bibliotheksbestandes zu quittieren und eine ihm angemessene Kaution beim Dekan des Blasiusstiftes zu hinterlegen, war von Ember fortgeführt worden und auch Quirre unterzeichnete eine solche Urkunde am 24. März 1424.